# Carme Auguet i Comalada
Carme Auguet Comalada (Sant Daniel, 16 de novembre de 1874 – Girona, 3 de gener de 1948) fou una mestra gironina fundadora de l'escola pública més antiga de la ciutat de Girona, l'Escola Eiximenis.

## Biografia
Carme Auguet Comalada nasqué al Mas Preses, del barri de Sant Daniel de Girona l'any 1874.
La seva primera escola va ser l'Escola del Monestir de Sant Daniel, de les monges benedictines, on assistí fins als cinc anys.
Estudià Magisteri a Barcelona i es graduà l'any el 1891. En aquell moment encara no hi havia escola de mestres a Girona, Escola Normal, que fou creada l'any 1914.
Es va presentar a les oposicions el 1892, i seguí diferents destinacions: Gironella (Berguedà), on va estar quatre anys, l'escola de nenes nº 3 de Barcelona, on sintonitzà molt amb el moviment de la Renaixença Catalana, on impartí classses durant set anys (1897-1904), Olot, on estigué tres anys (1904-1907). El 1907 va decidir exercir de mestra a Girona. El 1933 l'escola unitària de donya Carmen va passar a ser l'Escola Graduada Eiximenis, resultat de la unificació de diferents escoles unitàries de nenes.
Carme Auguet va exercir de mestra al llarg de tota la seva vida, des de l'acabament dels estudis de magisteri a Barcelona fins a la seva jubilació l'any 1940. Durant els tres anys de la Guerra Civil va ser inhabilitada i empresonada durant tres setmanes per considerar-la no afecta el règim. Acabada la guerra, va continuar amb la seva tasca docent fins que l'any 1944, en complir 70 anys, va ser jubilada. Morí el 1948, després de tota una vida dedicada al magisteri.

## L'escolaEiximenis
A la zona del Mercadal es va iniciar en aquell moment un pla d'urbanització que comportava l'enderrocament de la muralla i del convent de Sant Francesc. El procés d'urbanització fou lent. El 1908, l'Ajuntament de Girona va gestionar a Madrid, amb el Ministeri de la Guerra, el permís per enderrocar la muralla i els baluards del Mercadal, que havia de connectar el carrer Eiximenis, on s'ubicà la nova escola, amb la Gran Via de Jaume I. Però els terrenys situats a l'interior de la muralla eren de propietat privada i un dels propietaris era Lluís Auguet, pare de la mestra Carme Auguet, que va cedir a l'Ajuntament el solar per construir una escola de nenes a la cantonada dels carrers d'Eiximenis i Premsa i en va pagar la construcció, amb la condició de percebre una pensió mensual a mode de pagament ajornat. L'edificació va costar 31.000 pessetes, que la corporació va tornar pagant-ne 250 cada mes durant deu anys.
El col·legi de donya Carmen, com va ser generalment coneguda la mestra Carme Auguet, començà essent un edifici de planta baixa, però entre els anys 1950 i 1952 fou construït de nou i ampliat amb dos pisos. Mentre duraven les obres, el col·legi funcionava en un local provisional al carrer del Nord. Inaugurat el dia 3 d'agost de l'any 1908, Carme Auguet en va ser la primera mestra i directora fins a la seva jubilació, l'any 1944, exceptuant-ne els tres anys de la guerra civil. Rebé el nom oficial de col·legi Eiximenis, el 21 de setembre de 1934. El nom de l'escola es deu al carrer on està ubicada, el carrer de Francesc Eiximenis.

## Reconeixements
El 1945 li va ser atorgada la Creu d'Alfons X el Savi.
El carrer de Carme Auguet no era un carrer pròpiament dit, sinó un veïnat de Sant Daniel, ubicat a l'est de la ciutat, fins que l'ajuntament de Girona, en el Ple Municipal del dia 8 d'octubre de 1965, acordà substituir-ne la denominació de Veïnat de Dalt pel nom de la mestra gironina que havia nascut al Mas Preses de Sant Daniel l'any 1874.
Amb motiu de la seva jubilació, l'Ajuntament de Girona acordà de col·locar un retrat de la mestra a l'escola que ella havia dirigit, i donar el seu nom a la primera nova escola que es construís a la ciutat. Aquest compromís es va complir el 1977 amb la construcció de l'escola del Pont Major.
L'Associació d'ex-alumnes de donya Carmen de l'Escola Eiximenis va recollir fons per encarregar a l'artista gironina Mercè Huerta una aquarel·la retrat de Carme Auguet que es donà a l'escola amb motiu de la seva dedicació, el dia 21 de juny de 1985 durant la festa de fi de curs del col·legi Carme Auguet.

### L'escola Carme Auguet
L'escola Carme Auguet, amb el nom de qui en fou la primera directora, es va inaugurar l'any 1977. Ubicada a la plaça de l'Om del Pont Major, a Girona, acull actualment l'escola d'educació primària i una escola bressol municipal al servei del barri, un entorn humil, obrer i amb majoria de mainada d'origen immigrat.
Es tracta d'un barri modest al nord de la ciutat, en realitat durant molts anys no era gaire més que una filera de cases dels segles xvi i xvii i algunes de més modernes del XIX al llarg de la carretera de Palamós, que sempre li ha donat vida, i de la qual depèn en molts sentits. Les ampliacions posteriors del barri per acomodar el seu creixement natural, junt amb alguns blocs d'habitatges de promoció pública ocupats per població de protecció social, varen oferir terrenys públics on construir la nova escola per a la mainada acabada d'arribar, sovint immigrant.